# Scytodes sordida
Scytodes sordida là một loài nhện trong họ Scytodidae.
Loài này thuộc chi Scytodes. Scytodes sordida được miêu tả năm 1935 bởi Dyal.